# Плазмосфера

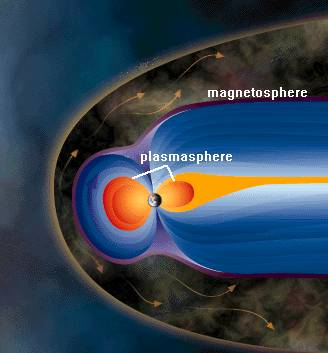
Ілюстрація розташування плазмосфери

Плазмосфера, або внутрішня магнітосфера, — це область магнітосфери Землі, що складається з низькоенергетичної (холодної) плазми. Вона розташована над іоносферою. Зовнішня межа плазмосфери відома як плазмопауза, яка визначається падінням густини плазми на порядок. У 1963 році американський вчений Дональд Карпентер та радянський астроном Костянтин Грінгауз довели існування плазмосфери та плазмопаузи на основі аналізу даних наддовгохвильових вістлерів. Традиційно плазмосферу розглядають як спокійну холодну плазму, яка обертається разом із Землею, а її рух частинок повністю зумовлений магнітним полем Землі.

## Історія
Плазмосферу відкрили в результаті вивчення вістлерів — природних явищ, спричинених радіохвилями дуже низької частоти. Вістлери вперше почули радисти у 1890-х роках. Британський вчений Ллевелін Роберт Овен Сторі у своїй докторській дисертації 1953 року показав, що вістлери генеруються блискавками. Приблизно в той же час Сторі висунув гіпотезу, що існування вістлерів означає присутність плазми в атмосфері Землі. На основі цього він припустив, хоч і не зміг остаточно довести існування плазмосфери. У 1963 році американський вчений Дональд Карпентер і радянський астроном Костянтин Грінгауз незалежно один від одного, експериментально довели існування плазмосфери та плазмопаузи, спираючись на ідеї Сторі. Грінгауз при цьому використовував дані космічного апарата «Луна-2».
У 1965 році Сторі та французький вчений М. П. Обрі працювали над FR-1, французьким науковим супутником, оснащеним приладами для вимірювання низькочастотних електромагнітних хвиль та місцевої електронної густини плазми. Дослідження низькочастотних хвиль та електронної густини Обрі та Сторі за даними FR-1 додатково підтвердили їхні теоретичні моделі: низькочастотні хвилі в іоносфері час від часу проходили через тонкий шар плазми в магнітосферу, перпендикулярно до напрямку магнітного поля Землі:1181. Протягом 1970-х років Сторі продовжував вивчати низькочастотні хвилі, використовуючи дані, зібрані FR-1. Дані, отримані з низькочастотного приймача на супутнику OV3-3, запущеному 4 серпня 1966 року, визначили розташування плазмопаузи.
У 2014 році супутникові спостереження місії THEMIS показали, що можуть утворюватися нерівномірності густини. Також було показано, що плазмосфера не завжди обертається разом із Землею. Плазма магнітосфери має багато різних рівнів температури та концентрації. Найхолодніша магнітосферна плазма найчастіше знаходиться в плазмосфері. Однак плазму з плазмосфери можна виявити по всій магнітосфері, оскільки вона розноситься електричними та магнітними полями Землі. Дані, зібрані двома зондами Van Allen Probes, показали, що плазмосфера також обмежує високоенергетичні ультрарелятивістські електрони космічного та сонячного походження, які не можуть досягти низьких земних орбіт та поверхні планети.